# Te Deum (Pärt)
Pour les articles homonymes, voir Te Deum (homonymie).
Te Deum est une œuvre du compositeur estonien Arvo Pärt qui fut écrite en 1984 pour chœur et orchestre à cordes et révisée en 1992.

## Historique
Te Deum est une œuvre commanditée au compositeur par la Westdeutscher Rundfunk Radio de Cologne en Allemagne deux années après que Pärt est arrivé à Berlin-Ouest. Elle est composée sur le Te Deum chrétien et dédiée à Alfred Schlee. Sa première mondiale est donnée le 19 janvier 1985 à Cologne par le chœur de la WDR dirigé par Dennis Russell Davies.

## Structure
Te Deum est composé d'un mouvement unique dont l'exécution dure environ 29 minutes. Il est composé pour trois chœurs mixtes, un piano, et un orchestre à cordes.

## Discographie
- Te Deum par le Orchestre de chambre de Tallinn et le Chœur de chambre philharmonique estonien dirigés par Tõnu Kaljuste, chez ECM Records, 1993.